# Manuel de Mederos
El Capitán Manuel de Mederos fue hijo de Hernán Rodríguez Mederos y María Manuela de Amona, el Capitán Mederos nació en 1539 en la Isla de San Miguel (Portugal), y arribó a la Nueva España en 1562. Ahí conoció y formó parte de las expediciones de Luis de Carvajal y de la Cueva, durante la conquista del Nuevo Reino de León y de Gaspar Castaño de Sosa en su frustrada expedición a Nuevo México.
Fue uno de los fundadores de la ciudad de Saltillo Coahuila, el 25 de julio de 1577. Casado con Magdalena Martínez, su hacienda se localizaba al sur de la villa de Saltillo, en vecindad con las propiedades de Alberto del Canto y Juan Alonso, en las cercanías de Buenavista.
En 1583, recibe tierras al oeste del actual estado de Nuevo León, donde funda la Hacienda de San Juan Bautista de la Pesquería Grande, que posteriormente se convertiría en el municipio de García.
En abril de 1588, se reúne de nueva cuenta con Carvajal y lo acompaña en la fundación de la ciudad de Almadén (actualmente Monclova, Coahuila).
En 1593, regresa con su familia a Saltillo.
Hacia 1599 vuelve a migrar; esta vez hacia la ciudad de Monterrey, donde fungió en diversos cargos públicos de 1601 a 1605, incluyendo el puesto de alcalde.
El 25 de julio de 1606, se asocia con Diego de Huelva y José de Treviño para cultivar maíz y trigo. Al año siguiente, compran al sacerdote Cebrián de Acevedo Ovalle todas las minas que este poseía en el Nuevo Reino de León.
El 22 de abril de 1613, le regala algunos predios en Santa Catarina a su ahijada Andrea Rodríguez, esposa de Blas Pérez.
En su honor, la Universidad Autónoma de Nuevo León (UANL) tiene un Campus Mederos. También hay una calle llamada Capitán Mederos, en Monterrey y una calle llamada Manuel de Mederos en Saltillo.
Aunque el registro más antiguo del apellido Mederos aparece en las Islas Azores, que pertenecen a Portugal desde el siglo XV, lo más probable es que éste se haya originado en el pueblo de Mederos, cerca de la frontera entre la provincia de Orense en Galicia, y Portugal.
- Datos: Q9028256